# Я̆
Cette page contient des caractères spéciaux ou non latins. S’ils s’affichent mal (▯, ?, etc.), consultez la page d’aide Unicode.
Pour les articles homonymes, voir A brève.
Le ia bref cyrillique (capitale Я̆, minuscule я̆) est une lettre de l'alphabet cyrillique, composée du ia ‹ Я › et du brève. Elle peut être utilisée en nénètse de la toundra.

## Représentations informatiques
Le ia brève peut être représenté avec les caractères Unicode suivants :
- décomposé (cyrillique, diacritiques) :

| formes    | représentations | chaînes de caractères | points de code | descriptions                                     |
| --------- | --------------- | --------------------- | -------------- | ------------------------------------------------ |
| capitale  | Я̆               | Я◌̆                    | U+042F U+0306  | lettre majuscule cyrillique ia diacritique brève |
| minuscule | я̆               | я◌̆                    | U+044F U+0306  | lettre minuscule cyrillique ia diacritique brève |